# 金正礼
金正礼（韓語：김정례，1927年11月12日—2020年2月18日），女，大韩民国政治人物，前保健社会部部长（1982年－1985年）。

## 生平
1927年生于全羅南道潭陽郡。曾在潭陽中学读书。女子配属将校训练学校毕业后，在陆军部队服役。朝鲜战争结束后参与成立大韩女子青年团，投身于女性权利运动。1960年担任《女性新闻》社长。1969年参与成立韩国女性有权者联盟。
1980年是國家保衛立法會議的4位女性代表之一。1981年至1988年是民主正义党國會議員。1982年5月至1985年2月担任保健社会部部长，是第五共和國时代唯一的女部长。1990年代担任韩国女性政治联盟首任主席。1998年至2000年担任自由韩国党常务顾问。
2020年2月18日上午6时55分逝世，终年92岁。